# Cserbenhagyás (büntetőjog)
A cserbenhagyás a büntetőjogban a közlekedési bűncselekmények egyike. A lényege, hogy amennyiben a közlekedési balesetben érintett jármű vezetője nem áll meg, illetve a helyszínről eltávozik, mielőtt meggyőződne arról, hogy valaki megsérült-e, avagy az életét vagy test épségét közvetlenül fenyegető veszély miatt segítségnyújtásra szorul-e, vétséget követ el – feltéve, hogy súlyosabb bűncselekmény nem valósult meg. A cserbenhagyás mulasztásos bűncselekmény.

## Története a magyar jogban
Ezt a bűncselekményt a korábbi Btk. is büntetni rendelte. (190. §)

## A hatályos szabályozás
A magyar Büntető Törvénykönyvben (2012. évi C. törvény) a 239. § szabályozza. 

„Ha a közlekedési balesettel érintett jármű vezetője a helyszínen nem áll meg, illetve onnan eltávozik, mielőtt meggyőződne arról, hogy valaki megsérült-e, illetve az életét vagy testi épségét közvetlenül fenyegető veszély miatt segítségnyújtásra szorul-e, ha súlyosabb bűncselekmény nem valósul meg, vétség miatt egy évig terjedő szabadságvesztéssel büntetendő.”

## Jogi tárgya
A cserbenhagyás jogi tárgya komplex: elsődlegesen az összes közlekedési ágazat közlekedésének biztonságához, másodlagosan pedig ezen ágazatok közlekedésében részt vevő személyek életének, testi épségének és egészségének védelméhez fűződő társadalmi érdek. Bár a  bűncselekmény bármely közlekedési ágazatban megvalósulhat, a leggyakrabban a közúti közlekedésben fordul elő.

## Elkövetési magatartása
Elkövetési magatartása kizárólag mulasztással valósítható meg, mégpedig a baleset helyszínéről járművel való megállás nélküli eltávozással, illetőleg a helyszínen való megállást követő meggyőződés elmulasztásával. 

### A meggyőződési kötelezettség
A meggyőződési kötelezettséget a KRESZ 58. §-a állapítja meg. E kötelezettség tartalma az, hogy a balesettel érintett járművezetőnek a baleset helyszínén személyesen kell tájékozódnia arról, hogy a balesetben más személy megsérült-e, illetőleg van-e olyan személy, akinek az élete, testi épsége a baleset következtében közvetlenül fenyegető veszélybe került. A balesettel érintett jármű vezetőjétől mindenképpen elvárható, hogy az általános segítségnyújtási kötelezettsége, valamint a tényállásban foglalt speciális meggyőződési kötelezettsége alapján megszemléléssel és szóbeli tudakozódással információt gyűjtsön a baleset következményeiről, leginkább arról, hogy van-e segítségnyújtásra szoruló sérült, vagy közvetlen veszélyben lévő személy.

## Alanya
A balesettel érintett jármű vezetője lehet a bűncselekmény alanya. Ez a személy lehet a baleset hatókörében tartózkodó járművezető, így a baleset részese, illetve az, akinek a magatartása közrehatott a baleset bekövetkezésében, továbbá az a járművezető, aki a baleset következtében került veszélyhelyzetbe. A bűncselekmény elkövetésénél a társtettesség kizárt. Ezen felül azonban – abban az esetben, ha a balesetben nem sérült meg senki – a tettes cselekményéhez a részesi magatartások bármelyike, így felbujtás és bűnsegély is egyaránt járulhat.
A bűncselekménynek nincs kísérleti stádiuma, ugyanis a mulasztással befejezetté válik, és eredménye sincs (tiszta mulasztásos bűncselekmény). A bűncselekmény vétség, és kizárólag a szándékosan (akár egyenes, akár eshetőleges szándékkal) követhető el.

## Szubszidiárius bűncselekmény
A cserbenhagyás csak akkor állapítható meg, ha  egyidejűleg (vele látszólagos alaki halmazatban) súlyosabb bűncselekmény nem valósul meg. Súlyosabb bűncselekmény lehet pl. a segítségnyújtás elmulasztása. Az elhatárolási pont az, hogy amennyiben közlekedési baleset színhelyén nincs a balesetben sérülést szenvedett más személy, úgy a cserbenhagyás, ha van, akkor a segítségnyújtás elmulasztása a helyes minősítés.

## Bírói gyakorlat
2/1999 BJE: Ha a személysérüléssel járó vagy a sértett életét vagy testi épségét közvetlenül fenyegető veszélyhelyzetet az elkövető vétlenül idézi elő, de nem nyújt tőle elvárható segítséget a rászorultnak, cselekménye a segítségnyújtás elmulasztásának alapeseteként  és nem annak bűntetti alakzata  szerint minősül.